# Бієвецька сільська рада
Бієвецька сільська рада — колишній орган місцевого самоврядування у Лубенському районі Полтавської області з центром у c. Біївці.

## Населені пункти
Сільраді були підпорядковані населені пункти:
- c. Біївці
- c. Горобії
- c. Єнківці

## Населення
Згідно з переписом УРСР 1989 року чисельність наявного населення сільської ради становила 990 осіб, з яких 424 чоловіки та 566 жінок.
За переписом населення України 2001 року в сільській раді мешкало 690 осіб.

### Мова
Розподіл населення за рідною мовою за даними перепису 2001 року:
| Мова       | Відсоток |
| ---------- | -------- |
| українська | 97,30 %  |
| російська  | 2,27 %   |
| білоруська | 0,43 %   |